# Daniel Purcell
Daniel Purcell (Londres, 1664 - 26 de noviembre de 1717) fue un compositor inglés, hermano menor de Henry Purcell.
En su adolescencia, Daniel Purcell se unió al coro de la Chapel Royal, convirtiéndose poco más tarde en el organista del Magdalen College de Oxford. Fue entonces cuando comenzó su carrera como compositor, trasladándose a Londres en 1695, donde se dedicó a componer para obras teatrales. En 1700, quedó en tercera posición en una competición de composiciones para la obra de teatro The Judgement of Paris escrita por William Congreve. En 1713 se convirtió en el organista de St Andrew's, Holborn.